# Marcq-en-Baroeul
Marcq-en-Baroeul (eller Marcq-en-Barœul) är en kommun i departementet Nord i regionen Hauts-de-France i norra Frankrike. Kommunen ligger i kantonen Marcq-en-Barœul som tillhör arrondissementet Lille. År 2022 hade Marcq-en-Baroeul 39 943 invånare.
Kommunen ligger nordost om Lille.

## Befolkningsutveckling
Antalet invånare i kommunen Marcq-en-Baroeul
| Referens: INSEE |

## Sport
I kommunen finns ett elitlag i volleyboll, VC Marcq-en-Barœul.